# Liste der Baudenkmäler in Viechtach

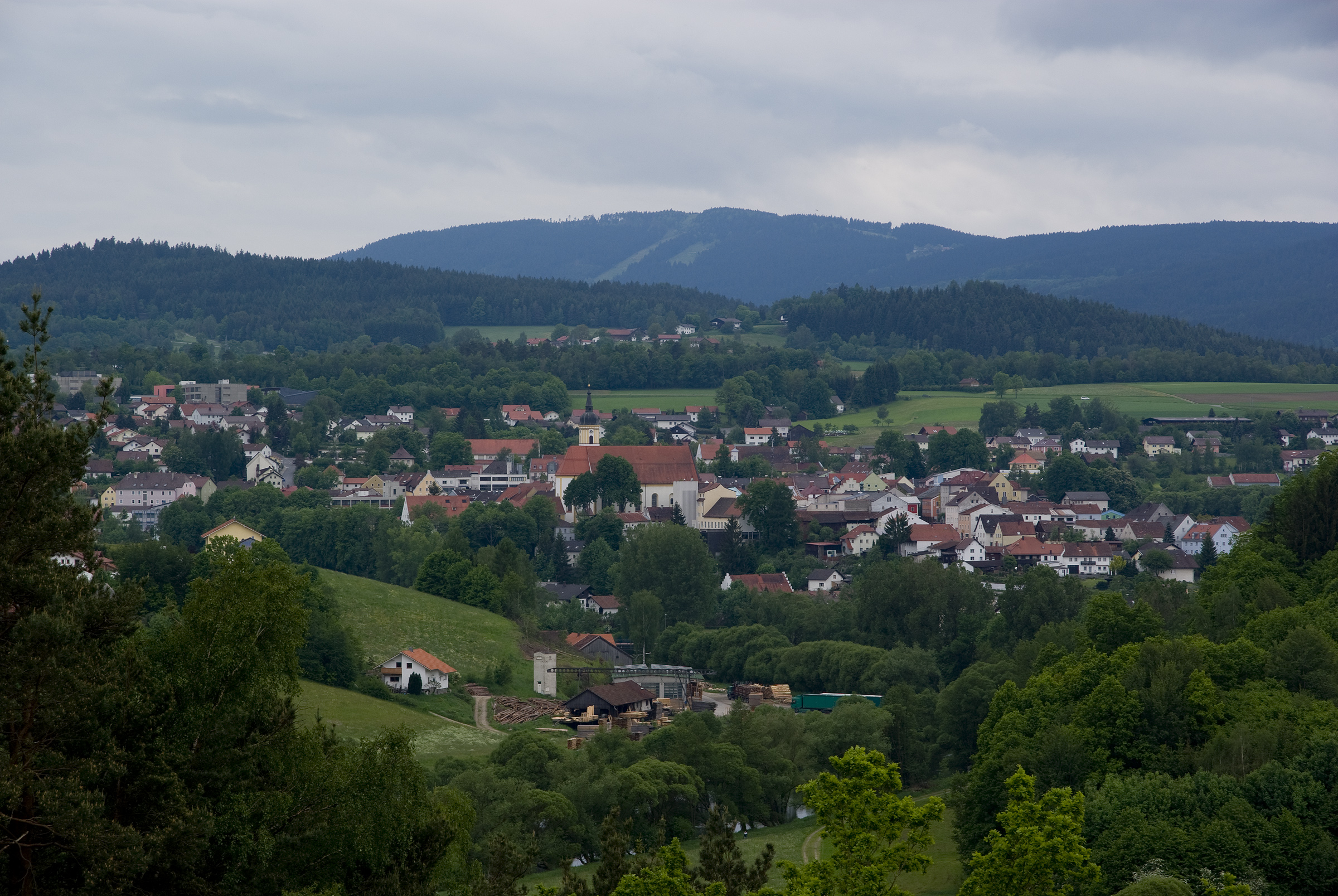
Blick auf Viechtach

Auf dieser Seite sind die Baudenkmäler in der niederbayerischen Stadt Viechtach zusammengestellt. Diese Tabelle ist eine Teilliste der Liste der Baudenkmäler in Bayern. Grundlage ist die Bayerische Denkmalliste, die auf Basis des Bayerischen Denkmalschutzgesetzes vom 1. Oktober 1973 erstmals erstellt wurde und seither durch das Bayerische Landesamt für Denkmalpflege geführt wird. Die folgenden Angaben ersetzen nicht die rechtsverbindliche Auskunft der Denkmalschutzbehörde.

## Ensembles

### Ensemble Stadtplatz

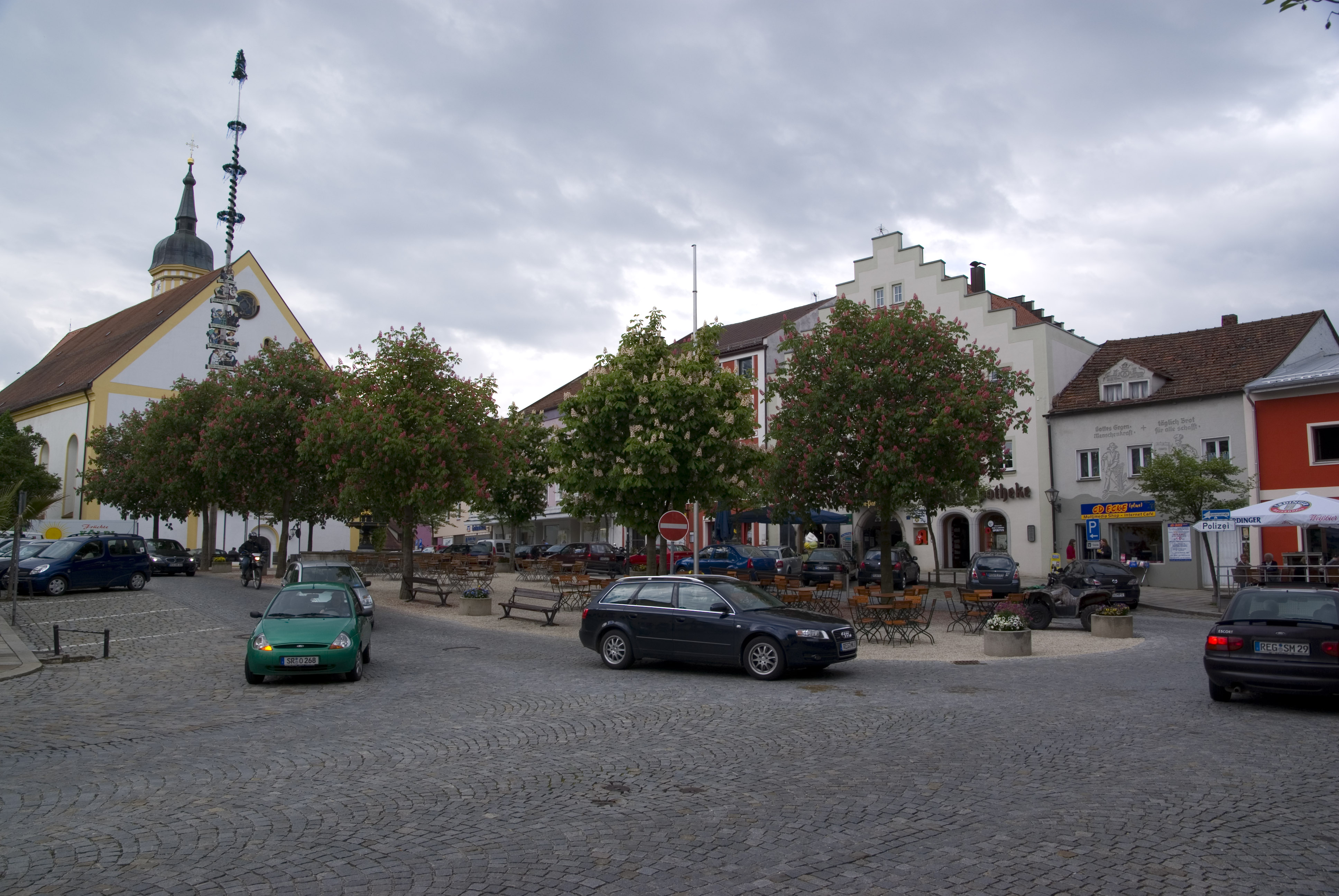
Stadtplatz Viechtach

Das Ensemble umfasst den Stadtplatz, der sich als Kern einer Marktsiedlung des 13. Jahrhunderts in den zwei Flügeln eines L-förmigen Grundrisses an der Kreuzung der „Pfahlhochstraße“ (Deggendorf–Paterzell–Cham) mit dem „Bayerweg“ (Salzweg über St. Englmar nach Prag) bildete. Viechtach, das auf die Rodungstätigkeit der Grafen von Bogen im 11. Jahrhundert zurückgeht, wurde im 12. Jahrhundert durch die Ansiedlung von Ministerialen Verwaltungsmittelpunkt und zwischen 1242 und 1301 zum Markt erhoben. Die ebenfalls im 12. Jahrhundert schon bestehende Pfarrei war 1233 durch Graf Albert IV. von Bogen an sein Hauskloster Windberg übergeben worden, das bis 1616 durch einige Chorherrn die Seelsorge ausübte und bis spätestens 1590 den seltenen Wechsel von einem Marienpatrozinium in das des Ordenspatrons St. Augustinus herbeiführte. Die stattlichen Ausmaße der spätbarocken Pfarrkirche, die zusammen mit der weitläufigen Pfarrhofanlage den östlichen, weithin sichtbaren Abschluss des Stadtplatzes bildet, sind sichtbarer Ausdruck einer der bestbegüterten Kirchenstiftungen des Bayerischen Waldes: das Gotteshaus Viechtach war mit 19 7/8 Hofeinheiten der viertgrößte Grundherr des Landgerichts, gefolgt vom Pfarrhof Viechtach mit 18 5/8 Hofeinheiten. – Die heutige, fast geschlossene Bebauung des Platzes mit bürgerlichen Giebel- und Traufseithäusern des 18. bis 20. Jahrhunderts sowie einem Walmdachbau tradiert wenigstens den mittelalterlichen Grundriss, nachdem zahlreiche Brände den Bestand jener Zeit immer mehr verringert haben. An den Ecken werden die Hauptstraßen eingeführt, die im Nordosten, Norden und Nordwesten vom Tal des Schwarzen Regen herauf ansteigen. Im inneren Eckwinkel steht als architektonischer Angelpunkt das Rathaus aus dem 17. Jahrhundert. Aktennummer: E-2-76-144-1.

## Baudenkmäler nach Ortsteilen

### Viechtach
| Lage                                            | Objekt                                                     | Beschreibung | Akten-Nr.      | Bild                                            |
| ----------------------------------------------- | ---------------------------------------------------------- | --- | -------------- | ----------------------------------------------- |
| Bäckergasse 10 (Standort)                       | Wohnhaus                                                   | Zweigeschossiger Halbwalmdachbau, rückseitig mit Holzgiebel und gedecktem Gang, Portal bezeichnet mit „1801“. | D-2-76-144-1   | BW                                              |
| Bäckergasse 11 (Standort)                       | Wohnhaus                                                   | Eineinhalbgeschossiges Eckhaus mit Flachsatteldach und Blockbau, im Kern 1692 (dendrochronologisch datiert), Um- und Ausbau, erste Hälfte 19. Jahrhundert. | D-2-76-144-2   | Wohnhaus                                        |
| Bäckergasse 18 (Standort)                       | Wohnhaus                                                   | Zweigeschossiger Walmdachbau mit Flügel nach Nordwesten, erste Hälfte 19. Jahrhundert, im Kern älter. | D-2-76-144-3   | Wohnhaus                                        |
| Friedhofstraße 14 (Standort)                    | Leichenhalle des neuen Friedhofs                           | Walmdachbau mit Dachreiter und Walmdachflügeln nach Westen und Osten, um 1910; Friedhofsmauer, gegliederte Mauer mit Bruchsteinsockel, Haupttor nach Süden mit Schweifgiebel und Nebeneingängen, gleichzeitig; mit eingemauerten Epitaphien des 19. Jahrhunderts, wohl vom aufgelassenen Friedhof bei der kath. Stadtpfarrkirche St. Augustinus. | D-2-76-144-154 | BW                                              |
| Kollnburger Straße 17, Pfahlriegel (Standort)   | Katholische Kirche St. Anton auf dem Pfahl                 | Walmdachbau mit wenig eingezogenem Rechteckchor und Dachreiter, 1626, im 18. Jahrhundert verändert; mit Ausstattung; auf Quarzriff am Straßendurchbruch nach Kollnburg; Kreuzweg mit vierzehn Stationen, ädikulaartige Laternen auf schlanken Stelen, Granit, neugotisch, zweite Hälfte 19. Jahrhundert; Kalvarienberg, Kruzifixe Christus und Schächer, Holzfiguren, farbig gefasst, Anfang 20. Jahrhundert; Gedenkkreuz, Gusseisenkruzifix auf bildstockartiger Stele mit Inschrift, neugotisch, bezeichnet mit „1910“; Bildstock, quaderförmige Stele mit Bildfeld, Granit, wohl 19. Jahrhundert; heiliges Grab, Bruchsteingrotte mit korbbogigem Tonnengewölbe, wohl 19./Anfang 20. Jahrhundert; mit Ausstattung.                                                 | D-2-76-144-5   | weitere Bilder                                  |
| Kreuzstraße (Standort)                          | Steinkreuz, sogenanntes Weißes Kreuz                       | Sockel mit Wappenschild, Granit, 17. Jahrhundert. | D-2-76-144-36  | Steinkreuz, sogenanntes Weißes Kreuz            |
| Linprunstraße 7 (Standort)                      | Wohnhaus                                                   | Zweigeschossiger Flachsatteldachbau mit Vorschussgiebel und segmentbogigem Eingangstor, 18./Anfang 19. Jahrhundert. | D-2-76-144-7   | Wohnhaus                                        |
| Linprunstraße 9 (Standort)                      | Wohn- und Geschäftshaus                                    | Zweigeschossiger Blendgiebelbau mit flach geneigtem Satteldach und Korbbogentor, Keller und Erdgeschoss mittelalterlich, Obergeschoss sowie Um- und Anbauten nach Stadtbrand 1658 und Anfang 18. Jahrhundert, Dachkonstruktion 1730 (dendrochronologisch datiert), Westfassade um 1840, neubarocke Ladenfront um 1900. | D-2-76-144-8   | weitere Bilder                                  |
| Linprunstraße 21 (Standort)                     | Stadel                                                     | Langgestreckter, eineinhalbgeschossiger Halbwalmdachbau, nach Westen Remise mit rundbogigen Einfahrtstoren, Bruchstein, bezeichnet mit „1821“. | D-2-76-144-9   | weitere Bilder                                  |
| Mönchshofstraße 1 (Standort)                    | Ehemaliger Pfarrhof                                        | Zweigeschossiger Steildachbau, giebelseitig mit rundbogigem Eingangstor, im Kern spätgotisch, 1696 zum Teil erneuert; ehemaliges Kooperatorenhaus, zweigeschossiger Zweiflügelbau mit Pyramiden- und Schopfwalmdach, mit einbezogenem Turmuntergeschoss der mittelalterlichen Friedhofsbefestigung, Erdgeschossgewölbe bezeichnet mit „1767“ und „1868“; nordwestlich anschließend; Wassertrog, rechteckiges Doppelbecken, Granit, 17./18. Jahrhundert. | D-2-76-144-10  | Ehemaliger Pfarrhof                             |
| Mönchshofstraße 3; Mönchshofstraße 1 (Standort) | Ehemaliges Mesnerhaus                                      | Eingeschossiger Halbwalmdachbau mit Putzgliederungen, letztes Viertel 19. Jahrhundert; Hoftor, mit korbbogiger Tordurchfahrt und Nebeneingang, 18./19. Jahrhundert. | D-2-76-144-11  | weitere Bilder                                  |
| Mönchshofstraße 13 (Standort)                   | Inschriftstein der ehemaligen Pfafflschmiede               | Granit, bezeichnet mit „1664“; an der Westseite des Wohn- und Geschäftshauses. | D-2-76-144-12  | weitere Bilder                                  |
| Mönchshofstraße 23 (Standort)                   | Ehemalige Kreiskasse                                       | Eckhaus, zweigeschossiger Steildachbau mit rundbogiger Eingangsvorhalle am Eck, darüber Personifikation des Sparenden, 1930er Jahre; Steinkreuz mit Reliefbild, 16./17. Jahrhundert; in Hofeinfriedung eingemauert. | D-2-76-144-4   | weitere Bilder                                  |
| Mönchshofstraße 31 (Standort)                   | Ehemaliges Knabenschulhaus, jetzt Rathaus                  | Zweigeschossiger Zweiflügelbau mit Mansardwalmdach, mit Schweifgiebelrisalit und neubarocken Gliederungen, um 1903. | D-2-76-144-14  | weitere Bilder                                  |
| Mönchshofstraße 43 (Standort)                   | Ehemalige Krankenhauskapelle St. Maria                     | Steildachbau, dreiseitig geschlossen, mit Giebelreiter und Eingangsvorhalle, neubarock, Anfang 20. Jahrhundert; mit Ausstattung. | D-2-76-144-15  | weitere Bilder                                  |
| Paul-Maurer-Straße 25 (Standort)                | St.-Josefs-Kapelle                                         | Satteldachbau mit wenig eingezogenem, halbrund geschlossenem Chor und Dachreiter, 1834–35; mit Ausstattung. | D-2-76-144-16  | BW                                              |
| Regerstraße 8 (Standort)                        | Ehemaliges Rentamt, jetzt Forstamt                         | Zweigeschossiger Walmdachbau mit kleinem Dachreiter, im Kern 18. Jahrhundert. | D-2-76-144-17  | BW                                              |
| Regerstraße 9 (Standort)                        | Hausfigur St. Josef                                        | Metallguss, vergoldet, 19. Jahrhundert. | D-2-76-144-18  | BW                                              |
| Ringstraße 5 ()                                 | Ehemalige Brauereikeller                                   | mehrteilige Anlage der ehemaligen „Präustatt am Ring“, tonnengewölbte Eiskeller in Ziegelbauweise mit Eisrutschen und Lüftungsschächten, 17.–19. Jahrhundert | D-2-76-144-167 |                                                 |
| Ringstraße 14 (Standort)                        | Ehemaliges Landrichterhaus, später Landratsamt             | Mächtiger, dreigeschossiger Eckbau mit Satteldach, spätes 19. Jahrhundert, im Kern älter. | D-2-76-144-19  | Ehemaliges Landrichterhaus, später Landratsamt  |
| Ringstraße 15 (Standort)                        | Amtsgebäude                                                | Eckhaus, zweigeschossiger Walmdachbau mit Zwerchhäusern und Eckerker, mit Portalnische, 1911; Tordurchfahrt mit Rundbogen, gleichzeitig. | D-2-76-144-20  | weitere Bilder                                  |
| Schießlstraße 1 (Standort)                      | Bildtafel                                                  | Christus vor dem Kreuz, Holz mit farbiger Bemalung, bezeichnet mit „1753“. | D-2-76-144-21  | BW                                              |
| Schmidstraße 15 (Standort)                      | Evangelisch-lutherische Christuskirche                     | Gemeindezentrum, dreischiffige Basilika mit Walmdach und Lichtgaden, eingeschossiger Gebäudeflügel nach Osten, Holzständerwerk mit Hartfaserplatten, 1950 von Otto Bartning; mit Ausstattung. | D-2-76-144-141 | weitere Bilder                                  |
| Spitalgasse 3 (Standort)                        | Wohnhaus, sogenanntes Schulbeck-Haus                       | Zweigeschossiger traufständiger Flachsatteldachbau über unregelmäßigem Grundriss, im Kern spätgotisch; Hofmauer mit Kultstein, 13./14. Jahrhundert. | D-2-76-144-23  | BW                                              |
| Spitalgasse 5 (Standort)                        | Ehemaliges Bürgerspital, jetzt Museum                      | Zweigeschossiger Steildachbau mit Stufengiebeln, 1432, erneuert 1583 und 1867. | D-2-76-144-24  | BW                                              |
| Spitalgasse 7 (Standort)                        | Ehemalige katholische Spitalkirche Hl. Geist, jetzt Museum | Steildachbau, dreiseitig geschlossen, Dachreiter mit Zwiebelhaube, im Kern gotisch, im 18. Jahrhundert. | D-2-76-144-25  | BW                                              |
| Sporerweg 23 (Standort)                         | Ehemalige „Sporer-Quetsch“                                 | Quarzschotter-Quetschwerk, 1926–28 von Baumeister Franz Wanninger. Sortier- und Silobau, mehrgeschossiger Stahlbetonskelett- und Massivbau mit Flachsatteldach; angeschlossenes Kraft- und Werkstatthaus, eingeschossiger zweiteiliger Pultdachbau; Seilbahnportal, gedeckte Brücke auf Stahlfachwerkstützen. | D-2-76-144-145 | BW                                              |
| Stadtplatz (Standort)                           | Marktbrunnen                                               | Quadratisches Brunnenbecken, darin Gusseisenschale auf Postament mit bekrönendem Putto, Becken bezeichnet mit „1799“. | D-2-76-144-35  | weitere Bilder                                  |
| Stadtplatz 1 (Standort)                         | Ehemaliges Rathaus                                         | Eckhaus, zweigeschossiger breitgelagerter Walmdachbau mit korb- und rundbogiger Toröffnung, zweite Hälfte 17. Jahrhundert, Dachreiter, 18. Jahrhundert, zweigeschossiger Walmdachflügel nach Norden 19. Jahrhundert. | D-2-76-144-26  | weitere Bilder                                  |
| Stadtplatz 2 (Standort)                         | Wohn- und Geschäftshaus, sogenanntes Schub-Haus            | Dreigeschossiger Halbwalmdachbau im Kern 18. Jahrhundert, neubarocke Fassade Ende 19. Jahrhundert. | D-2-76-144-27  | Wohn- und Geschäftshaus, sogenanntes Schub-Haus |
| Stadtplatz 5 (Standort)                         | Gasthof Schmaus                                            | Dreigeschossiger Mehrflügelbau mit Satteldach, Neubarockfassade mit Schweifgiebel und Mittelerker, bezeichnet mit „1911“, im Kern älter. | D-2-76-144-28  | Gasthof Schmaus                                 |
| Stadtplatz 6 (Standort)                         | Ehemalige Friedhofskapelle St. Anna                        | Steildachbau, halbrund geschlossen, mit angeschlepptem Bauteil nach Süden, Langhaus im Kern spätgotisch, Chor barock; mit Ausstattung; im Chorzwickel Ölbergkapelle, korbbogig geöffnete Pfeilerhalle mit Walmdach, 18. Jahrhundert; mit Ausstattung. | D-2-76-144-29  | weitere Bilder                                  |
| Stadtplatz 7 (Standort)                         | Katholische Stadtpfarrkirche St. Augustinus                | Wandpfeilerkirche mit Steildach und eingezogenem, dreiseitig geschlossenem Chor, um 1760, Flankenturm 1795, Haube 1848; mit Ausstattung; Friedhofsmauer, nach Norden Bruchsteinmauer mit Strebepfeilern, mittelalterlich, zur Ost- und Südseite 18./19. Jahrhundert; Missionskreuz, Kreuzigungsgruppe, Gusseisen, farbig gefasst, auf Granitpostamenten, bezeichnet mit „1855“; Kriegergedächtniskapelle, kleiner Zentralbau mit Kegeldach und Pilastergliederung, erstes Viertel 20. Jahrhundert; mit Ausstattung; Kriegerdenkmal für die Gefallenen des Krieges von 1870/71 sowie beider Weltkriege, Granitquader mit Kugelbekrönung auf Postament, bezeichnet mit „1922“, ädikulaförmige Inschrifttafeln für die Gefallenen beider Weltkriege an der Kirchenmauer. | D-2-76-144-30  | weitere Bilder                                  |
| Stadtplatz 11 (Standort)                        | Stadtapotheke                                              | Dreigeschossiger Satteldachbau mit Stufengiebel und mittlerer Tordurchfahrt, im Kern spätgotisch, Portal bezeichnet mit „1821“ (Giebel und ab zweites Obergeschoss Neubau). | D-2-76-144-32  | Stadtapotheke                                   |
| Stadtplatz 13 (Standort)                        | Wohnhaus                                                   | Zweigeschossiger Eckbau mit Flachsatteldach, Putzgliederungen und Holzgiebel, 17./18. Jahrhundert; im Inneren erneuert. | D-2-76-144-33  | Wohnhaus                                        |

### Amesberg
| Lage                   | Objekt                | Beschreibung | Akten-Nr.     | Bild |
| ---------------------- | --------------------- | --- | ------------- | ---- |
| Amesberg 9 (Standort)  | Hofkapelle            | Steildachbau mit Dachreiter, halbrund geschlossen, Ende 19. Jahrhundert. | D-2-76-144-39 | BW   |
| Amesberg 12 (Standort) | Ehemaliges Bauernhaus | Waldlerhaustyp, eineinhalbgeschossiger Flachsatteldachbau mit verschaltem Trauf- und Giebelschrot, Blockbau, im Kern 18. Jahrhundert, später erneuert und erweitert; Traidkasten, dreigeschossiger Flachsatteldachbau mit doppeltem Giebelschrot, geständerter Blockbau, erste Hälfte 18. Jahrhundert; 1995 aus Bachlern hierher transloziert. | D-2-76-144-38 | BW   |

### Angerhäuser
| Lage                      | Objekt        | Beschreibung                                                             | Akten-Nr.     | Bild |
| ------------------------- | ------------- | ------------------------------------------------------------------------ | ------------- | ---- |
| Angerhäuser 12 (Standort) | Wohnstallhaus | Obergeschoss-Blockbau mit mittelsteilem Dach, nach Mitte 19. Jahrhundert | D-2-76-144-40 | BW   |

### Bachlern
| Lage                     | Objekt              | Beschreibung | Akten-Nr.     | Bild |
| ------------------------ | ------------------- | --- | ------------- | ---- |
| Bachlern 6 (Standort)    | Kapellenausstattung | Altar, Holz, farbig gefasst, bezeichnet mit „1827“; in moderner Kapelle.                                              | D-2-76-144-45 | BW   |
| Flur Bachlern (Standort) | Kapelle             | Walmdachbau mit Dachreiter und Vortreppe, dreiseitig geschlossen, Bruchstein, bezeichnet mit „1921“; mit Ausstattung. | D-2-76-144-44 | BW   |

### Bärndorf
| Lage                       | Objekt      | Beschreibung | Akten-Nr.     | Bild |
| -------------------------- | ----------- | --- | ------------- | ---- |
| Bärndorf 13 (Standort)     | Hakenhof    | Waldlerhaus, eingeschossiger Flachsatteldachbau mit Kniestock und verschalter Giebellaube, Blockbau, zum Teil massiv, nach Osten Stallteil, 18./Anfang 19. Jahrhundert; Toilettenhäuschen, Kleinbau mit Satteldach, im Giebel Taubenkobel, 19. Jahrhundert. | D-2-76-144-47 | BW   |
| Bärndorf 13 1/2 (Standort) | Ausnahmhaus | Zweigeschossiger Satteldachbau mit Giebelschrot, Blockbau, zum Teil massiv, 18./Anfang 19. Jahrhundert. | D-2-76-144-48 | BW   |

### Bühling
| Lage                 | Objekt        | Beschreibung | Akten-Nr.     | Bild |
| -------------------- | ------------- | --- | ------------- | ---- |
| Bühling 4 (Standort) | Wohnstallhaus | Stattlicher zweigeschossiger Flachsatteldachbau, nach Norden Stall, oberer Teil holzverschalt, Mitte 19. Jahrhundert. | D-2-76-144-53 | BW   |

### Ebenholz
| Lage                     | Objekt   | Beschreibung | Akten-Nr.     | Bild |
| ------------------------ | -------- | --- | ------------- | ---- |
| Flur Dürrfeld (Standort) | Wohnhaus | Dreigeschossiger Flachsatteldachbau mit Trauf- und Giebelschroten, Erdgeschoss massiv, darüber Blockbau, zweite Hälfte 17. Jahrhundert; transloziert. | D-2-76-144-56 | BW   |

### Eging
| Lage               | Objekt      | Beschreibung                                                                                            | Akten-Nr.     | Bild |
| ------------------ | ----------- | --- | ------------- | ---- |
| Eging 3 (Standort) | Waldlerhaus | Eineinhalbgeschossiger Flachsatteldachbau mit Giebelschrot, Blockbau, zum Teil massiv, 19. Jahrhundert. | D-2-76-144-57 | BW   |

### Fernöd
| Lage                            | Objekt               | Beschreibung                                                                                            | Akten-Nr.     | Bild |
| ------------------------------- | -------------------- | --- | ------------- | ---- |
| Nähe Schwibleinsberg (Standort) | Ehemalige Hofkapelle | Satteldachbau mit Vorhalle über rechteckigem Grundriss, verschindelt, 19. Jahrhundert; mit Ausstattung. | D-2-76-144-60 | BW   |

### Gscheidbühl
| Lage                     | Objekt        | Beschreibung                                                                                         | Akten-Nr.     | Bild |
| ------------------------ | ------------- | --- | ------------- | ---- |
| Gscheidbühl 1 (Standort) | Wegkapelle    | Kleiner Steildachbau über rechteckigem Grundriss, 19. Jahrhundert.                                   | D-2-76-144-64 | BW   |
| Gscheidbühl 1 (Standort) | Wohnstallhaus | Zweieinhalbgeschossiger Flachsatteldachbau mit Giebelschrot, Blockbau, erste Hälfte 19. Jahrhundert. | D-2-76-144-62 | BW   |
| Gscheidbühl 2 (Standort) | Ausnahmshaus  | Zweigeschossiger Flachsatteldachbau, Blockbau, zum Teil massiv, 18./19. Jahrhundert.                 | D-2-76-144-63 | BW   |

### Gstadt
| Lage                | Objekt                            | Beschreibung | Akten-Nr.     | Bild |
| ------------------- | --------------------------------- | --- | ------------- | ---- |
| Gstadt 1 (Standort) | Wohnstallhaus eines Dreiseithofes | Langgestreckter zweieinhalbgeschossiger Satteldachbau mit Traufschrot, Obergeschoss Blockbau, 18./Anfang 19. Jahrhundert, Dach später; Traidkasten, zweigeschossig, geständerter Blockbau, 18. Jahrhundert; im Stadel; Wassertrog, Granit, bezeichnet mit „1868“. | D-2-76-144-65 | BW   |
| Gstadt 3 (Standort) | Bauernhaus mit Stadel             | Zweigeschossiger Satteldachbau, Obergeschoss Blockbau, drittes Viertel 19. Jahrhundert, Dach später. | D-2-76-144-66 | BW   |
| Gstadt 4 (Standort) | Bildstock                         | Rundsäule, darauf Laterne mit Bildnische und Gusseisenkruzifix, bezeichnet mit „1867“. | D-2-76-144-67 | BW   |

### Haid
| Lage              | Objekt     | Beschreibung                                                                       | Akten-Nr.     | Bild |
| ----------------- | ---------- | ---------------------------------------------------------------------------------- | ------------- | ---- |
| Haid 1 (Standort) | Bauernhaus | Zweigeschossiger Flachsatteldachbau, Obergeschoss Blockbau, Mitte 19. Jahrhundert. | D-2-76-144-68 | BW   |

### Hartbühl
| Lage                  | Objekt        | Beschreibung                                                                                 | Akten-Nr.     | Bild           |
| --------------------- | ------------- | -------------------------------------------------------------------------------------------- | ------------- | -------------- |
| Steinäcker (Standort) | Marienkapelle | Satteldachbau mit Dachreiter, dreiseitig geschlossen, Ende 19. Jahrhundert; mit Ausstattung. | D-2-76-144-69 | weitere Bilder |

### Haselbach
| Lage                    | Objekt      | Beschreibung | Akten-Nr.      | Bild |
| ----------------------- | ----------- | --- | -------------- | ---- |
| In Haselbach (Standort) | Traidkasten | Zweigeschossiger Flachsatteldachbau mit Traufschrot, Erdgeschoss Bruchstein, Obergeschoss Blockbau, 19. Jahrhundert. | D-2-76-144-159 | BW   |

### Heinzlhof
| Lage                   | Objekt      | Beschreibung | Akten-Nr.     | Bild        |
| ---------------------- | ----------- | --- | ------------- | ----------- |
| Heinzlhof 2 (Standort) | Ausnahmhaus | Zweigeschossiger Flachsatteldachbau mit Traufschrot, Obergeschoss Blockbau, nach Norden Stadel, Mitte 19. Jahrhundert.                                                                | D-2-76-144-71 | Ausnahmhaus |
| Heinzlhof 2 (Standort) | Hofkapelle  | Satteldachbau mit Dachreiter, dreiseitig geschlossen, 19./Anfang 20. Jahrhundert; Gedenkkreuz, schlanke Granitstele mit Zinnenabschluss und Gusseisenkruzifix, bezeichnet mit „1916“. | D-2-76-144-72 | Hofkapelle  |

### Hinkhof
| Lage                            | Objekt                       | Beschreibung                                                                                               | Akten-Nr.      | Bild |
| ------------------------------- | ---------------------------- | --- | -------------- | ---- |
| Hinkhof 1; Hinkhof 2 (Standort) | Traidkasten eines Hakenhofes | Zweigeschossiger Blockbau mit Flachsatteldach, Trauf- und Giebelschrot, erstes Viertel 19. Jahrhundert.    | D-2-76-144-73  | BW   |
| Hinkhof 4 (Standort)            | Wohnteil eines Einfirsthofes | Zweigeschossiger Flachsatteldachbau mit Giebelschrot, Obergeschoss Blockbau, erste Hälfte 19. Jahrhundert. | D-2-76-144-142 | BW   |

### Hohenleithen
| Lage                      | Objekt      | Beschreibung                                                                                                  | Akten-Nr.     | Bild |
| ------------------------- | ----------- | --- | ------------- | ---- |
| Hohenleithen 1 (Standort) | Einfirsthof | Zweigeschossiger Flachsatteldachbau, Obergeschoss Blockbau, nach Norden Stadel, erste Hälfte 19. Jahrhundert. | D-2-76-144-74 | BW   |

### Irlach
| Lage                | Objekt      | Beschreibung | Akten-Nr.     | Bild |
| ------------------- | ----------- | --- | ------------- | ---- |
| Irlach 2 (Standort) | Einfirsthof | Zweigeschossiger Flachsatteldachbau mit umlaufendem Bretterschrot, Blockbau, zum Teil massiv, nach Osten Stall- und Stadelteil, Mitte 18. Jahrhundert; Backofen, kleiner Flachsatteldachbau mit Blockbau-Oberteil, erste Hälfte 19. Jahrhundert. | D-2-76-144-76 | BW   |

### Kager
| Lage               | Objekt                          | Beschreibung                                                                              | Akten-Nr.     | Bild |
| ------------------ | ------------------------------- | ----------------------------------------------------------------------------------------- | ------------- | ---- |
| Kager 1 (Standort) | Traidkasten eines Dreiseithofes | Blockbau mit Umlaufschrot und Flachsatteldach, ehemals geständert, Mitte 19. Jahrhundert. | D-2-76-144-77 | BW   |

### Kaltenbrunn
| Lage                     | Objekt      | Beschreibung | Akten-Nr.     | Bild |
| ------------------------ | ----------- | --- | ------------- | ---- |
| Kaltenbrunn 1 (Standort) | Waldlerhaus | Eingeschossiger Flachsatteldachbau mit Kniestock und Giebelschrot, Blockbau, zum Teil massiv, Mitte 19. Jahrhundert. | D-2-76-144-78 | BW   |

### Kastlmühle
| Lage                    | Objekt     | Beschreibung                                        | Akten-Nr.     | Bild |
| ----------------------- | ---------- | --------------------------------------------------- | ------------- | ---- |
| Kastlmühle 1 (Standort) | Hofkapelle | Kleiner Steildachbau, dreiseitig geschlossen, 1920. | D-2-76-144-79 | BW   |

### Lammerbach
| Lage                    | Objekt                            | Beschreibung | Akten-Nr.     | Bild |
| ----------------------- | --------------------------------- | --- | ------------- | ---- |
| Lammerbach 8 (Standort) | Wohnstallhaus eines Dreiseithofes | Zweigeschossiger Flachsatteldachbau mit Giebelschroten, Obergeschoss Blockbau, zweite Hälfte 18. Jahrhundert; Nebengebäude, Remise, Traidkasten und Stadel, zweigeschossiger Massiv-, Block- und Ständerwerksbau mit Flachsatteldach, 18./19. Jahrhundert. | D-2-76-144-80 | BW   |

### Lerchenfeld
| Lage                     | Objekt     | Beschreibung                                                                                           | Akten-Nr.     | Bild |
| ------------------------ | ---------- | --- | ------------- | ---- |
| Lerchenfeld 1 (Standort) | Bauernhaus | Zweigeschossiger Flachsatteldachbau, Obergeschoss Blockbau, erste Hälfte 19. Jahrhundert, Dach später. | D-2-76-144-82 | BW   |

### Lindl
| Lage               | Objekt                                      | Beschreibung | Akten-Nr.     | Bild |
| ------------------ | ------------------------------------------- | --- | ------------- | ---- |
| Lindl 6 (Standort) | Ehemaliges Kleinbauernhaus und Leibtumshaus | Zweigeschossiger Flachsatteldachbau, Obergeschoss zum Teil Blockbau, nach Westen Stadel, drittes Viertel 19. Jahrhundert; Backhaus, gemauerter Backofen mit seitlich angefügtem Kleinviehverschlag unter Satteldach, 19. Jahrhundert. | D-2-76-144-83 | BW   |

### Moosleuthen
| Lage             | Objekt                   | Beschreibung | Akten-Nr.      | Bild |
| ---------------- | ------------------------ | --- | -------------- | ---- |
| Moosleuthen 7 () | Wohnstallhaus mit Stadel | Waldlerhaustyp mit flach geneigtem Satteldach, Wohnteil als eingeschossiger Blockbau über Bruchsteinsockel und mit Giebellaube, 1827/28 (dendro.dat.), Wirtschaftsteil später massiv ausgebaut; Stadel rechtwinklig anschließend, verbretterte Ständerkonstruktion, wohl 2. Hälfte 19. Jh. | D-2-76-144-169 |      |

### Neunußberg
| Lage                                        | Objekt                               | Beschreibung | Akten-Nr.     | Bild           |
| ------------------------------------------- | ------------------------------------ | --- | ------------- | -------------- |
| In Neunußberg (Standort)                    | Burgruine Neunußberg                 | Zweites Viertel 14. Jahrhundert, Verfall seit zweiter Hälfte 16. Jahrhundert. Ehemaliger Wohnturm, mächtiger Bruchsteinbau mit Eckquaderungen und Lanzettfenstern; Reste des Berings zur Süd- und Nordseite mit Rest eines Schalenturms, Bruchstein; Brunnen, runder Schacht Quadermauerwerk, Oberteil erneuert.                                                     | D-2-76-144-86 | weitere Bilder |
| Neunußberg 2 1/2 (Standort)                 | Ehemalige Schlosskapelle St. Michael | Langgestreckter Walmdachbau mit wenig eingezogenem, axsial verschobenem Kastenchor, kleiner Flankenturm mit Zwiebelhaube, 1353, verlängert 1716; mit Ausstattung. | D-2-76-144-85 | weitere Bilder |
| Neunußberg 11 (Standort)                    | Wohnstallhaus                        | Zweigeschossiger Flachsatteldachbau mit Giebelschrot, Obergeschoss Blockbau, erste Hälfte 19. Jahrhundert, Dach später. | D-2-76-144-89 | BW             |
| Neunußberg 14; Neunußberg 14 1/2 (Standort) | Wohnhaus eines Vierseithofes         | Zweigeschossiger kubusartiger Walmdachbau mit Putzgliederungen, im Kern 18. Jahrhundert; Stadel, langgestreckter Schopfwalmdachbau mit zwei korbbogigen Tenntoren, Bruchstein aus Teilen der Burg, erste Hälfte 19. Jahrhundert; Vorratskeller, eingeschossiger Flachsatteldachbau, zum Teil Blockbau, mit tonnengewölbten Kellerräumen, 18./Anfang 19. Jahrhundert. | D-2-76-144-90 | weitere Bilder |
| Neunußberg 19 (Standort)                    | Ehemaliges Kleinbauernhaus           | Zweigeschossiger Satteldachbau, Obergeschoss Blockbau, Mitte 19. Jahrhundert, Dach später. | D-2-76-144-92 | BW             |

### Oberbrettersbach
| Lage                             | Objekt                       | Beschreibung | Akten-Nr.     | Bild |
| -------------------------------- | ---------------------------- | --- | ------------- | ---- |
| Nähe Oberbrettersbach (Standort) | Kapelle                      | Satteldachbau, dreiseitig geschlossen, 19. Jahrhundert; mit Ausstattung; Totenbretter, neugotisch, wohl Ende 19./Anfang 20. Jahrhundert. | D-2-76-144-96 | BW   |
| Oberbrettersbach 1 (Standort)    | Traidkasten eines Hakenhofes | Geständerter Blockbau mit Flachsatteldach, Umlaufschrot, giebelseitig mit geschnitzten Schrotstangen, zweite Hälfte 18. Jahrhundert.     | D-2-76-144-95 | BW   |

### Pfaffenzell
| Lage                      | Objekt      | Beschreibung | Akten-Nr.     | Bild |
| ------------------------- | ----------- | --- | ------------- | ---- |
| Pfaffenzell 10 (Standort) | Ausnahmhaus | Zweigeschossiger Satteldachbau, Obergeschoss Blockbau, nach Osten Stadel, drittes Viertel 19. Jahrhundert, Dach später. | D-2-76-144-97 | BW   |

### Pfahl
| Lage               | Objekt        | Beschreibung | Akten-Nr.     | Bild |
| ------------------ | ------------- | --- | ------------- | ---- |
| Pfahl 5 (Standort) | Wohnstallhaus | Eingeschossiger Satteldachbau mit Kniestock, Blockbau, zum Teil massiv, nach Westen Stall- und Stadelteil, im Kern 17./18. Jahrhundert, Dach später. | D-2-76-144-98 | BW   |

### Pirka
| Lage                            | Objekt                                    | Beschreibung | Akten-Nr.      | Bild |
| ------------------------------- | ----------------------------------------- | --- | -------------- | ---- |
| In Pirka (Standort)             | Ortskapelle                               | Satteldachbau mit Giebelreiter und eingezogenem, fünfseitig geschlossenem Chor, neugotisch, zweite Hälfte 19. Jahrhundert; mit Ausstattung.                 | D-2-76-144-104 | BW   |
| Pirka 14 (Standort)             | Traidkasten eines Dreiseithofes           | Breitgelagerter zweigeschossiger Flachsatteldachbau, geständerter Blockbau, zweite Hälfte 18. Jahrhundert.                                                  | D-2-76-144-101 | BW   |
| Stockwiesweg 9 (Standort)       | Hofkapelle                                | Kleiner Satteldachbau mit Giebelreiter, 19. Jahrhundert. | D-2-76-144-105 | BW   |
| Stockwiesweg 9 (Standort)       | Wohnstallhaus                             | Stattlicher zweigeschossiger Flachsatteldachbau, Obergeschoss Blockbau, dreiseitig umlaufender Schrot mit geschnitzten Zopfstangen und Rundbalustern, 1791. | D-2-76-144-100 | BW   |
| Sturmleitenweg 3 (Standort)     | Wohnstallhaus eines ehemaligen Hakenhofes | Zweigeschossiger Flachsatteldachbau mit Traufschrot, Obergeschoss Blockbau, erstes Viertel 19. Jahrhundert.                                                 | D-2-76-144-102 | BW   |
| Viechtacher Straße 8 (Standort) | Einfirsthof                               | Zweigeschossiger Flachsatteldachbau, Obergeschoss Blockbau, nach Norden Stadel, bezeichnet mit „1866“, 1920 Dacherhöhung.                                   | D-2-76-144-99  | BW   |

### Plöß
| Lage                 | Objekt     | Beschreibung                                                                     | Akten-Nr.      | Bild |
| -------------------- | ---------- | -------------------------------------------------------------------------------- | -------------- | ---- |
| Plößeholz (Standort) | Wegkapelle | Dreiseitig geschlossener Kleinbau mit Satteldach, zweite Hälfte 19. Jahrhundert. | D-2-76-144-106 | BW   |

### Poppenzell
| Lage                    | Objekt     | Beschreibung | Akten-Nr.      | Bild |
| ----------------------- | ---------- | --- | -------------- | ---- |
| Poppenzell 1 (Standort) | Hofkapelle | Satteldachbau mit Dachreiter, halbrund geschlossen, Mitte 19. Jahrhundert; Gedenkkreuz, Gusseisenkruzifix auf schlanker Granitstele, bezeichnet mit „1879“. | D-2-76-144-107 | BW   |

### Rattersberg
| Lage                      | Objekt      | Beschreibung | Akten-Nr.      | Bild |
| ------------------------- | ----------- | --- | -------------- | ---- |
| Rattersberg 5 (Standort)  | Bauernhaus  | Zweigeschossiger Flachsatteldachbau mit Giebelschrot, Obergeschoss Blockbau, zweite Hälfte 19. Jahrhundert.                                                                                              | D-2-76-144-108 | BW   |
| Rattersberg 11 (Standort) | Ausnahmhaus | Zweieinhalbgeschossiger Flachsatteldachbau mit Trauf- und Giebelschroten, Blockbau, erstes Drittel 19. Jahrhundert; 1979-–1987 transferiert aus Lengfeld, Gemeinde Perasdorf, Landkreis Straubing-Bogen. | D-2-76-144-139 | BW   |

### Riedmühle
| Lage                  | Objekt            | Beschreibung | Akten-Nr.     | Bild |
| --------------------- | ----------------- | --- | ------------- | ---- |
| Distelberg (Standort) | Distelbergkapelle | Satteldachbau mit Dachreiter, dreiseitig geschlossen, neugotisch, um 1890; mit Ausstattung; Bildstock, Lanzettfensterform, mit Blendmaßwerk und Bildnische, Granit, Ende 19. Jahrhundert; Bildstock, Ädikulaform, mit Bildnische, Granit, Ende 19. Jahrhundert. | D-2-76-144-37 | BW   |

### Ries
| Lage               | Objekt      | Beschreibung | Akten-Nr.      | Bild |
| ------------------ | ----------- | --- | -------------- | ---- |
| In Ries (Standort) | Ortskapelle | Satteldachbau mit Giebelreiter und eingezogenem, fünfseitig geschlossenem Chor, neugotisch, zweite Hälfte 19. Jahrhundert; mit Ausstattung. | D-2-76-144-110 | BW   |

### Rittmannsberg
| Lage                       | Objekt      | Beschreibung | Akten-Nr.      | Bild |
| -------------------------- | ----------- | --- | -------------- | ---- |
| Rittmannsberg 1 (Standort) | Ausnahmhaus | Eineinhalbgeschossiger Satteldachbau mit Giebelschrot, Blockbau, zum Teil massiv, erste Hälfte 19. Jahrhundert. | D-2-76-144-111 | BW   |

### Rothenbühl
| Lage                   | Objekt     | Beschreibung                                                          | Akten-Nr.      | Bild |
| ---------------------- | ---------- | --------------------------------------------------------------------- | -------------- | ---- |
| Stockwiesen (Standort) | Wegkapelle | Kleinbau mit Satteldach, halbrund geschlossen, Mitte 19. Jahrhundert. | D-2-76-144-112 | BW   |

### Rugenhof
| Lage                  | Objekt                       | Beschreibung | Akten-Nr.      | Bild |
| --------------------- | ---------------------------- | --- | -------------- | ---- |
| Rugenhof 1 (Standort) | Wohnhaus eines Dreiseithofes | Zweigeschossiger Schopfwalmdachbau, Anfang 19. Jahrhundert; Remise, langgestreckter zweigeschossiger Flachsatteldachbau mit Traufschrot, verbrettertes Holzständerwerk, drittes Viertel 19. Jahrhundert. | D-2-76-144-113 | BW   |

### Rugenmühle
| Lage                                                                           | Objekt                             | Beschreibung                            | Akten-Nr.      | Bild |
| ------------------------------------------------------------------------------ | ---------------------------------- | --------------------------------------- | -------------- | ---- |
| Kr REG 20, auf Felsvorsprung an der Brücke über den Schwarzen Regen (Standort) | Heiligenfigur St. Johannes Nepomuk | Stein, farbig gefasst, 19. Jahrhundert. | D-2-76-144-114 | BW   |

### Sägmühle
| Lage                  | Objekt   | Beschreibung | Akten-Nr.      | Bild |
| --------------------- | -------- | --- | -------------- | ---- |
| Sägmühle 1 (Standort) | Kruzifix | Mit Beifigur am Sockel, Holz, farbig gefasst, zweite Hälfte 16. Jahrhundert; traufseitig an modernem Wohnhaus angebracht. | D-2-76-144-115 | BW   |

### Schlatzendorf
| Lage                                | Objekt          | Beschreibung                                                                                 | Akten-Nr.      | Bild |
| ----------------------------------- | --------------- | -------------------------------------------------------------------------------------------- | -------------- | ---- |
| Dr.-Winterling-Straße 32 (Standort) | Kleinbauernhaus | Eingeschossiger Flachsatteldachbau mit Kniestock, nach Westen Stadel, Mitte 19. Jahrhundert. | D-2-76-144-117 | BW   |

### Schnitzhof
| Lage                    | Objekt                                  | Beschreibung | Akten-Nr.      | Bild |
| ----------------------- | --------------------------------------- | --- | -------------- | ---- |
| Schnitzhof 1 (Standort) | Wohnhaus eines ehemaligen Vierseithofes | Waldlerhaustyp, eingeschossiger Flachsatteldachbau mit Kniestock und Giebelschrot, Oberteil Blockbau, zweite Hälfte 18. Jahrhundert. | D-2-76-144-119 | BW   |

### Schönau
| Lage                                                        | Objekt                                                                          | Beschreibung | Akten-Nr.      | Bild |
| ----------------------------------------------------------- | ------------------------------------------------------------------------------- | --- | -------------- | ---- |
| Schönau 3 (Standort)                                        | Wohnteil eines Einfirsthofes                                                    | Zweigeschossiger Flachsatteldachbau, Blockbau, zum Teil massiv, mit Trauf- und Giebelschroten, 18./19. Jahrhundert. | D-2-76-144-121 | BW   |
| Schönau 6 (Standort)                                        | Hakenhof                                                                        | Zweigeschossiger Flachsatteldachbau mit Kniestock, Wohnteil Blockbau, nach Norden Stall und quergelagerter Stadel, erste Hälfte 19. Jahrhundert, Dach später. | D-2-76-144-61  | BW   |
| Schönau 9 (Standort)                                        | Bauernhaus                                                                      | Zweigeschossiger Flachsatteldachbau mit Trauf- und Giebelschrot, Obergeschoss Blockbau, erste Hälfte 19. Jahrhundert. | D-2-76-144-123 | BW   |
| Schönau 9 1/2 (Standort)                                    | Ausnahmhaus                                                                     | Zweigeschossiger Flachsatteldachbau, Obergeschoss Blockbau, drittes Viertel 19. Jahrhundert. | D-2-76-144-122 | BW   |
| Schönau 16 1/2 (Standort)                                   | Katholische Kirche Hl. Kreuz                                                    | Saalkirche mit Satteldach und eingezogenem, fünfseitig geschlossenem Chor, im Kern mittelalterlich, im 18. Jahrhundert barockisiert, Flankenturm und Sakristei 19. Jahrhundert; mit Ausstattung; Friedhofsbefestigung, Bruchsteinmauer mit Schießscharten zur Nord- und Südseite, wohl spätmittelalterlich; Leichenhalle, Satteldachbau über rechteckigem Grundriss mit Rundbogenfenstern, 19. Jahrhundert. | D-2-76-144-120 | BW   |
| In Schönau (Standort)                                       | Kriegerdenkmal für die Gefallenen des Krieges von 1870/71 und beider Weltkriege | Obeliskartige dreieckige Stele auf Postament, Granit, um 1920, später mit Gefallenen des II. Weltkriegs ergänzt. | D-2-76-144-156 | BW   |
| Auf der Höhe, an der Straße nach Schwibleinsberg (Standort) | Kapellenbildstock                                                               | Kleiner Satteldachbau mit rechteckiger Bildnische, 19. Jahrhundert. | D-2-76-144-126 | BW   |

### Schwibleinsberg
| Lage                             | Objekt                   | Beschreibung | Akten-Nr.      | Bild |
| -------------------------------- | ------------------------ | --- | -------------- | ---- |
| Schwibleinsberg 1 (Standort)     | Ehemaliges Wohnstallhaus | Zweigeschossiger Flachsatteldachbau, Blockbau, zum Teil massiv, im Kern 18. Jahrhundert, Giebel und Dach später.                                                              | D-2-76-144-127 | BW   |
| Schwibleinsberg 1 1/2 (Standort) | Ehemaliges Gesindehaus   | Zweigeschossiger Satteldachbau, Blockbau, erste Hälfte 19. Jahrhundert; Gedenkkreuz, Gusseisenkruzifix auf zinnenbekrönter Granitstele, wohl drittes Viertel 19. Jahrhundert. | D-2-76-144-128 | BW   |
| Schwibleinsberg 5 (Standort)     | Einzelhof                | Wohnstallhaus zweieinhalbgeschossiger Flachsatteldachbau, oberer Teil Blockbau, nach Westen quergelagerter Stadel, Mitte 19. Jahrhundert, Dach später.                        | D-2-76-144-129 | BW   |

### Unterbrettersbach
| Lage                                                           | Objekt                      | Beschreibung | Akten-Nr.      | Bild |
| -------------------------------------------------------------- | --------------------------- | --- | -------------- | ---- |
| Unterbrettersbach 2; Unterbrettersbach 1; Mittlfeld (Standort) | Ausnahmhaus einer Hofanlage | Zweigeschossiger Flachsatteldachbau, Obergeschoss Blockbau, drittes Viertel 19. Jahrhundert; Traidkasten, Flachsatteldachbau, geständerter Blockbau mit verschaltem Giebelschrot, erste Hälfte 19. Jahrhundert, auf Hofgelände transloziert; Brechhütte, Flachsatteldachbau mit Blockbauteil und Bruchstein-Feuerstelle, erste Hälfte 19. Jahrhundert; außerhalb des Anwesens gelegen. | D-2-76-144-130 | BW   |

### Weigelsberg
| Lage                     | Objekt                 | Beschreibung | Akten-Nr.      | Bild |
| ------------------------ | ---------------------- | --- | -------------- | ---- |
| Weigelsberg 1 (Standort) | Wohnstallhaus          | Zweigeschossiger Satteldachbau, Wohnteil mit Blockbau-Obergeschoss, Stall nach Norden mit Fachwerk, zweite Hälfte 19. Jahrhundert, Portal bezeichnet mit „1920“. | D-2-76-144-131 | BW   |
| Weigelsberg 2 (Standort) | Ehemaliges Ausnahmhaus | Zweigeschossiger Flachsatteldachbau, verschindelter Holzbau, Erdgeschoss zum Teil ausgemauert, erstes Viertel 20. Jahrhundert.                                   | D-2-76-144-144 | BW   |
| Weigelsberg 8 (Standort) | Traidkasten            | Zweigeschossiger Flachsatteldachbau mit Traufschrot, Obergeschoss Blockbau, erste Hälfte 19. Jahrhundert.                                                        | D-2-76-144-132 | BW   |

### Wiesing
| Lage | Objekt                                                    | Beschreibung | Akten-Nr.      | Bild |
| --- | --------------------------------------------------------- | --- | -------------- | ---- |
| Kirchstraße 4; Flur Baumgarten; Flur Wiesing; Kirchstraße 14; Mühlweg in der Flur Wiesing; Kirchstraße 12; Kirchstraße 9 (Standort) | Katholische Benefiziumkirche St. Matthäus                 | Saalkirche mit Steildach und wenig eingezogenem, halbrund geschlossenem Chor, Flankenturm mit Zwiebelhaube, 1829, Langhaus um 1900 verlängert; mit Ausstattung; Kreuzweg mit vierzehn Stationen, rechteckige Stelen, darauf Laterne mit halbrunder Bildnische, Granit, 19. Jahrhundert; Kriegerdenkmal für die Gefallenen beider Weltkriege, obeliskartige Stele mit Inschriften und Kreuzbekrönung, Granit, bezeichnet mit „1929“, später mit Gefallenentafeln des II. Weltkriegs ergänzt. | D-2-76-144-133 | BW   |
| Kirchstraße 9 (Standort) | Ehemaliges Wirtschaftsgebäude des abgegangenen Gasthauses | Zweigeschossiger Satteldachbau, Erdgeschoss Bruchstein, darüber Ziegelmauerwerk, bezeichnet mit „1830“; Tanzsaal mit Vorraum im Obergeschoss, um 1920. | D-2-76-144-140 | BW   |

### Wurz
| Lage              | Objekt                   | Beschreibung | Akten-Nr.      | Bild |
| ----------------- | ------------------------ | --- | -------------- | ---- |
| Wurz 1 (Standort) | Ehemaliges Wohnstallhaus | Zweigeschossiger Flachsatteldachbau, Obergeschoss Blockbau, erste Hälfte 19. Jahrhundert, teilerneuert; Hofkapelle, verputzter Massivbau, zweite Hälfte 17. Jahrhundert, Satteldach erneuert; mit Ausstattung; Totenbrettergruppe, 19./20. Jahrhundert, vor der Kapelle. | D-2-76-144-135 | BW   |

### Zießelsberg
| Lage                     | Objekt       | Beschreibung                                                     | Akten-Nr.      | Bild |
| ------------------------ | ------------ | ---------------------------------------------------------------- | -------------- | ---- |
| Zießelsberg 2 (Standort) | Ausnahmshaus | Obergeschoss-Blockbau mit Bretterschrot, Anfang 19. Jahrhundert. | D-2-76-144-138 | BW   |

## Ehemalige Baudenkmäler
In diesem Abschnitt sind Objekte aufgeführt, die früher einmal in der Denkmalliste eingetragen waren, jetzt aber nicht mehr. Objekte, die in anderem Zusammenhang also z. B. als Teil eines Baudenkmals weiter eingetragen sind, sollen hier nicht aufgeführt werden. Aktennummern in diesem Abschnitt sind ehemalige, jetzt nicht mehr gültige Aktennummern.

| Lage                                                  | Objekt                            | Beschreibung                                                                                          | Akten-Nr.      | Bild                           |
| ----------------------------------------------------- | --------------------------------- | --- | -------------- | ------------------------------ |
| Viechtach Linprunstraße 2 (Standort)                  | Spätgotischer Sockelstein         | Mit Wappen und Inschrift, bezeichnet mit „1479“; am Wohnhaus.                                         | D-2-76-144-6   | BW                             |
| Viechtach Mönchshofstraße 27 (Standort)               | Eingangsvorbau des Finanzamtes    | Mit spiraliger Ecksäule und Blattkapitell, 1903.                                                      | D-2-76-144-13  | Eingangsvorbau des Finanzamtes |
| Viechtach Spitalgasse 2 (Standort)                    | Wohnhaus                          | Klassizistischer Zweiflügelbau mit Walmdach, erste Hälfte 19. Jahrhundert.                            | D-2-76-144-22  | BW                             |
| Angerhäuser 13 (Standort)                             | Wohnstallhaus                     | Obergeschoss-Blockbau mit mittelsteilem Dach, nach Mitte 19. Jahrhundert.                             | D-2-76-144-41  | BW                             |
| Angerhäuser Beim hintersten Hof ()                    | Bildstock                         | Heiligenhäuschen, 19./20. Jahrhundert.                                                                | D-2-76-144-42  |                                |
| Bärndorf Haus Nummer 10 ()                            | Waldlerhaus                       | Blockbau mit Giebelschrot, Ende 18. Jahrhundert.                                                      | D-2-76-144-46  |                                |
| Blossersberg 17 (Standort)                            | Kleines Häusl                     | Mit Blockbau-Oberteil, 18./19. Jahrhundert.                                                           | D-2-76-144-51  | BW                             |
| Blossersberg Kreuzäckerweg 9 (Standort)               | Kleinbauernhaus                   | Zweigeschossiger Blockbau, zweite Hälfte 19. Jahrhundert, Dach später.                                | D-2-76-144-49  | BW                             |
| Dürrfeld 55 (Standort)                                | Waldlerhaus                       | Eineinhalbgeschossiger Blockbau, erstes Drittel 19. Jahrhundert.                                      | D-2-76-144-54  | BW                             |
| Eichbühl 1; Flur Kronberg (Standort)                  | Kleinhaus                         | Blockbau, zweite Hälfte 19. Jahrhundert.                                                              | D-2-76-144-58  | BW                             |
| Haselbach 2 (Standort)                                | Wohnhaus der ehemaligen Mühle     | Mit Walmdach, bezeichnet mit „1881“.                                                                  | D-2-76-144-70  | BW                             |
| Neunußberg Haus Nummer 4 ()                           | Kleiner zweigeschossiger Blockbau | Erste Hälfte 19. Jahrhundert, Dach später.                                                            | D-2-76-144-87  |                                |
| Neunußberg ()                                         | Kleinbauernhaus                   | Blockbau-Obergeschoss und mittelsteiles Dach, zweite Hälfte 19. Jahrhundert.                          | D-2-76-144-94  |                                |
| Neunußberg 7 (Standort)                               | Waldlerhaus                       | Blockbau, mit verbrettertem Giebelschrot und mittelsteilem Dach, Mitte 19. Jahrhundert.               | D-2-76-144-88  | BW                             |
| Neunußberg 18 (Standort)                              | Kleinbauernhaus                   | Zum Teil zweigeschossiger Blockbau, 18./19. Jahrhundert, Dach später.                                 | D-2-76-144-91  | BW                             |
| Neunußberg 25 (Standort)                              | Kleinbauernhaus                   | Mit Blockbau-Obergeschoss und mittelsteilem Dach, zweite Hälfte 19. Jahrhundert.                      | D-2-76-144-93  | BW                             |
| Rattersberg An der Straße nach Blossersberg ()        | Totenbretterreihe und Marterl     | Spätes 19. Jahrhundert.                                                                               | D-2-76-144-109 |                                |
| Schlatzendorf An der Abzweigung von der alten B 85 () | Bildstock                         | Granit, bezeichnet mit „1779“.                                                                        | D-2-76-144-118 |                                |
| Schlatzendorf Kirchaitnacher Straße 1 (Standort)      | Ehemaliges Bauernhaus             | Eineinhalbgeschossiger Blockbau, zweite Hälfte 19. Jahrhundert; an der B 85, Abzweigung Kirchaitnach. | D-2-76-144-116 | BW                             |
| Schönau Schönau 10 (Standort)                         | Wohnhaus                          | Zweigeschossiger Satteldachbau, Obergeschoss Blockbau, Mitte 19. Jahrhundert.                         | D-2-76-144-124 | BW                             |
| Wurz Haus Nummer 2 ()                                 | Ehemaliges Ausnahmshaus           | Waldlerhaus, offener Blockbau, Mitte 18. Jahrhundert.                                                 | D-2-76-144-136 |                                |

## Abgegangene Baudenkmäler
In diesem Abschnitt sind Objekte aufgeführt, die früher einmal in der Denkmalliste eingetragen waren, jetzt aber nicht mehr existieren, z. B. weil sie abgebrochen wurden. Aktennummern in diesem Abschnitt sind ehemalige, jetzt nicht mehr gültige Aktennummern.

| Lage                               | Objekt                                             | Beschreibung                                                                                       | Akten-Nr.     | Bild |
| ---------------------------------- | -------------------------------------------------- | -------------------------------------------------------------------------------------------------- | ------------- | ---- |
| Viechtach Stadtplatz 14 (Standort) | Ehemalige königliche Administration, danach Schule | Viergeschossiger Bau mit flachem Walmdach über Kranzgesims, 18./19. Jahrhundert. Abgebrochen 2015. | D-2-76-144-34 | BW   |